# Dany París
Dany París sau Danielle París (n. 27 mai 1938, Paris, Franța) este o actriță și prezentatoare de televiziune franceză, activă în Italia în anii 1960. Printre cele mai cunoscute filme ale sale se numără Fata lui Bube (1963), Cu mâinile pe oraș (1963) și Julietta spiritelor (1965).

## Biografie
A avut un moment de notorietate mai ales ca interpretă teatrală și cinematografică în unele filme importante (printre altele, un cuplu cu Totò, precum și Julietta spiritelor de Federico Fellini și Fata lui Bube de Luigi Comencini) și ca prezentatoare de televiziune la diferite ediții ale concursului de muzică Cantagiro.
După ce a studiat dansul la Paris, orașul ei natal, era în drum spre o carieră de dansatoare când o accidentare a forțat-o să părăsească această activitate. Astfel s-a mutat la Roma la începutul anilor 1960 cu intenția de a face o descindere în lumea divertismentului, mai ales în televiziunea italiană încă tânără, care a angajat numeroase „starlete” din străinătate prin RAI. Aici a reluat studiile de dans, dicție, limbi străine și actorie la școala de artă dramatică a lui Alessandro Fersen.
Oportunitatea de a se evidenția i-a fost oferită în 1962 când i s-a încredințat prezentarea, împreună cu Nuccio Costa, a transmisiei muzicale Cantagiro, eveniment pe care l-a prezentat apoi împreună cu alți prezentatori și în anii următori. 

## Filmografie selectivă
- 1963 Fata lui Bube (La ragazza di Bube), regia Luigi Comencini
- 1963 La noia (La noia), regia Damiano Damiani
- 1963 Cu mâinile pe oraș (Le mani sulla città), regia Francesco Rosi
- 1963 Il magnifico avventuriero
- 1963 Totò contro i 4, regia Steno
- 1963 Il giorno più corto (nemenționat)
- 1963 I cuori infranti (episodul La manina di Fatma)
- 1963 Călugărul din Monza  (Il monaco di Monza), regia Sergio Corbucci
- 1965 Julietta spiritelor (Giulietta degli spiriti), regia Federico Fellini
- 1968 I racconti del maresciallo (sceneggiato televisivo, episodio I ravanin)